# D'mt

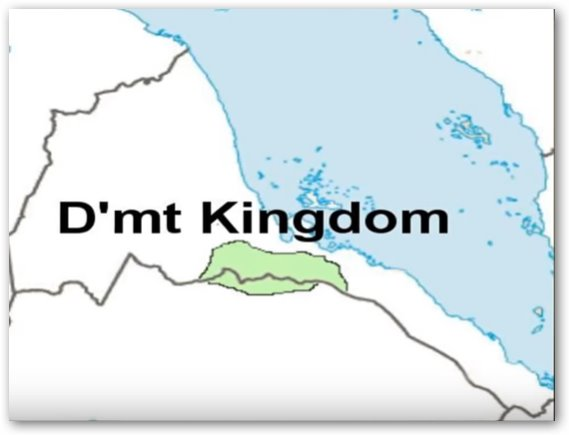
D'mt / Da’amot / Damat (950-450 AEC)

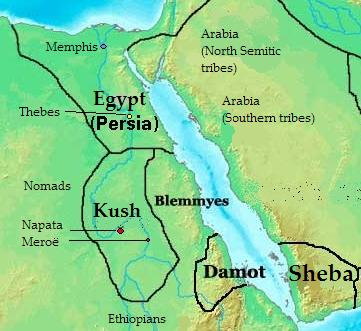
Afrique de l'Est, vers 400 AEC

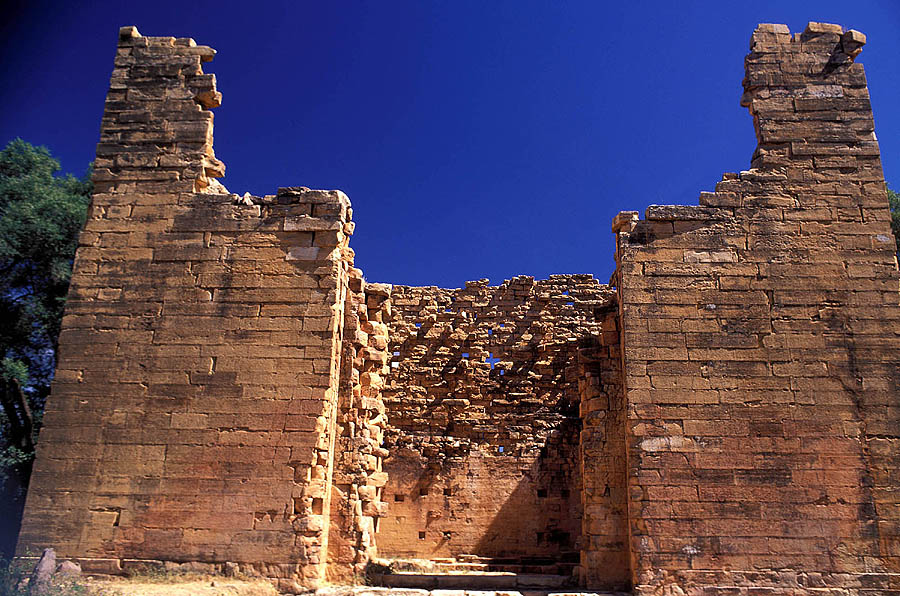
Les ruines du temple de Yeha, région du Tigré, Éthiopie.

Ne doit pas être confondu avec Royaume de Damot.
Cette page contient des caractères spéciaux ou non latins. S’ils s’affichent mal (▯, ?, etc.), consultez la page d’aide Unicode.
D'mt (sud-arabique : ), ou Damat, ou Da’amot, est un ancien royaume, apparu vers le Xe siècle av. J.-C., qui a perduré jusqu'au Ve siècle av. J.-C., et qui s'étendait sur l'actuelle région de l'Érythrée et du nord de l'Éthiopie.

## Histoire
Il existe très peu de traces archéologiques de ce royaume. Les seules inscriptions connues des rois de D'mt incluent des références aux rois régnant à la même époque dans le royaume sabéen.
Localisé autour de Yeha (considéré comme étant la capitale) au nord de l’Éthiopie, le royaume semble avoir eu des relations très étroites avec le royaume sabéen au Yémen. Certains historiens modernes considèrent pourtant que la civilisation D'mt était indigène et aurait peu subi l'influence sabéenne alors que d'autres estiment qu'elle serait un mélange entre la culture sabéenne dominante et une culture indigène,. Toutefois, il est aujourd’hui à peu près certain que la langue ge'ez, langue du Nord de l'Éthiopie, ne vient pas de la langue sabéenne
Le royaume de D'mt a utilisé des procédés d'irrigation bien que mineurs, avec culture du millet, et travail du fer pour forger ses propres outils et ses armes. Les restes d'un temple important datant d’environ 700 av. J.-C. ont été préservés à Yeha, près d'Aksoum.

## Obscure transition vers Aksoum
La transition de D'mt au royaume d'Aksoum reste encore aujourd’hui assez peu comprise. Après la chute du royaume Dʿmt au Ve siècle av. J.-C., les hauts plateaux d'Éthiopie ont été dominés par des royaumes beaucoup moins influents jusqu'à l'émergence du royaume d'Aksoum au Ier siècle av. J.-C. qui a dominé toute la région.
Durant le Moyen Âge éthiopien, soit un millénaire et demi plus tard, un royaume de Damot a existé plus au Sud, sans qu’il existe de lien historique avec le Dʿmt.

## Rois connus
Liste des quatre rois connus de D'mt, par ordre chronologique.
| Roi       | Reine     | Notes                                               |
| --------- | --------- | --------------------------------------------------- |
| Wʿrn Ḥywt | ʿArky(t)n | Contemporain du roi de Saba Karib'il Watar.         |
| Rdʿm      | Smʿt      |                                                     |
| Rbḥ       | Yrʿt      | Fils de Wʿrn Ḥywt                                   |
| Lmn       | ʿAdt      | Fils de Rbḥ, contemporain du roi sabéen Sumuhu'alay |